# Iglesia de Nuestra Señora de Ahogalobos (Soria)
La Iglesia de Nuestra Señora de Ahogalobos o Valobos era una de las 35 parroquias con las que contaba la ciudad de Soria.

## Historia
La Iglesia de Nuestra Señora de Ahogalobos aparecía en el censo de Alfonso X elaborado en el año 1270.
Esta iglesia se situaba en la puerta de su nombre y á la conclusión del camino que va desde Nuestra Señora del Espino á la antigua muralla, en el Paseo de Valobos.
Su desaparición debió ser ya en época antigua, pero no hay noticias de ello, anexionándose previamente a San Martín.

## Descripción
No se sabe nada sobre el tamaño de esta iglesia pero se cree que era una pequeña iglesia, como casi todas las parroquias que aparecían en el censo de Alfonso X elaborado en 1270 y de estilo románico. 